# Antonín Dvořák Museum (Praag)
Het Antonín Dvořák Museum is een museum in Praag. Het maakt deel uit van het Tsjechisch Muziekmuseum en is gewijd aan de componist Antonín Dvořák (1841-1904).

## Collectie
Het toont een collectie van voormalige persoonlijke bezittingen en andere objecten die herinneren aan zijn werk en leven. Ook zijn er een authentieke piano en viool van hem te zien. De collectie bestaat ook uit foto's, krantenknipsels, manuscripten, brieven en andere documenten, waardoor het museum tevens de functie van onderzoekscentrum heeft. Er worden geregeld lezingen en wisselende exposities georganiseerd.
Het plafond van de eerste verdieping vertoont fresco's met mythologische uitbeeldingen van de hand van Johann Ferdinand Schor. Het huis is omgeven door een tuin die in de 18e eeuw werd ingericht. Hier staan verschillende beelden opgesteld.
Jaarlijks wordt op de dag van zijn overlijden, 1 mei, een ceremonie gehouden bij zijn graf op de Vyšehrad-begraafplaats. Aan zijn geboortedag 8 september wordt herinnerd in het geboortehuis van Antonín Dvořák in Nelahozeves. Het museum onderhoudt verder nog het Josef Suk Museum: de componist Suk was zijn leerling en tevens zijn schoonzoon.

## Villa Amerika
Het museum bevindt zich sinds 1932 in de barokke Villa Amerika die aan het begin van de 18e eeuw werd gebouwd. Het werd ontworpen door de architect Kilian Ignaz Dientzenhofer en heeft met Dvořák zelf geen gemeenschappelijke geschiedenis. Het staat op vijftien minuten lopen verwijderd van het centrum van Praag.

## Galerij
| beeldhouwwerken buiten |  | plafondschilderingen binnen |
| Beeldhouwwerken buiten |  | Plafondschilderingen binnen |